# غابرييل لاوب

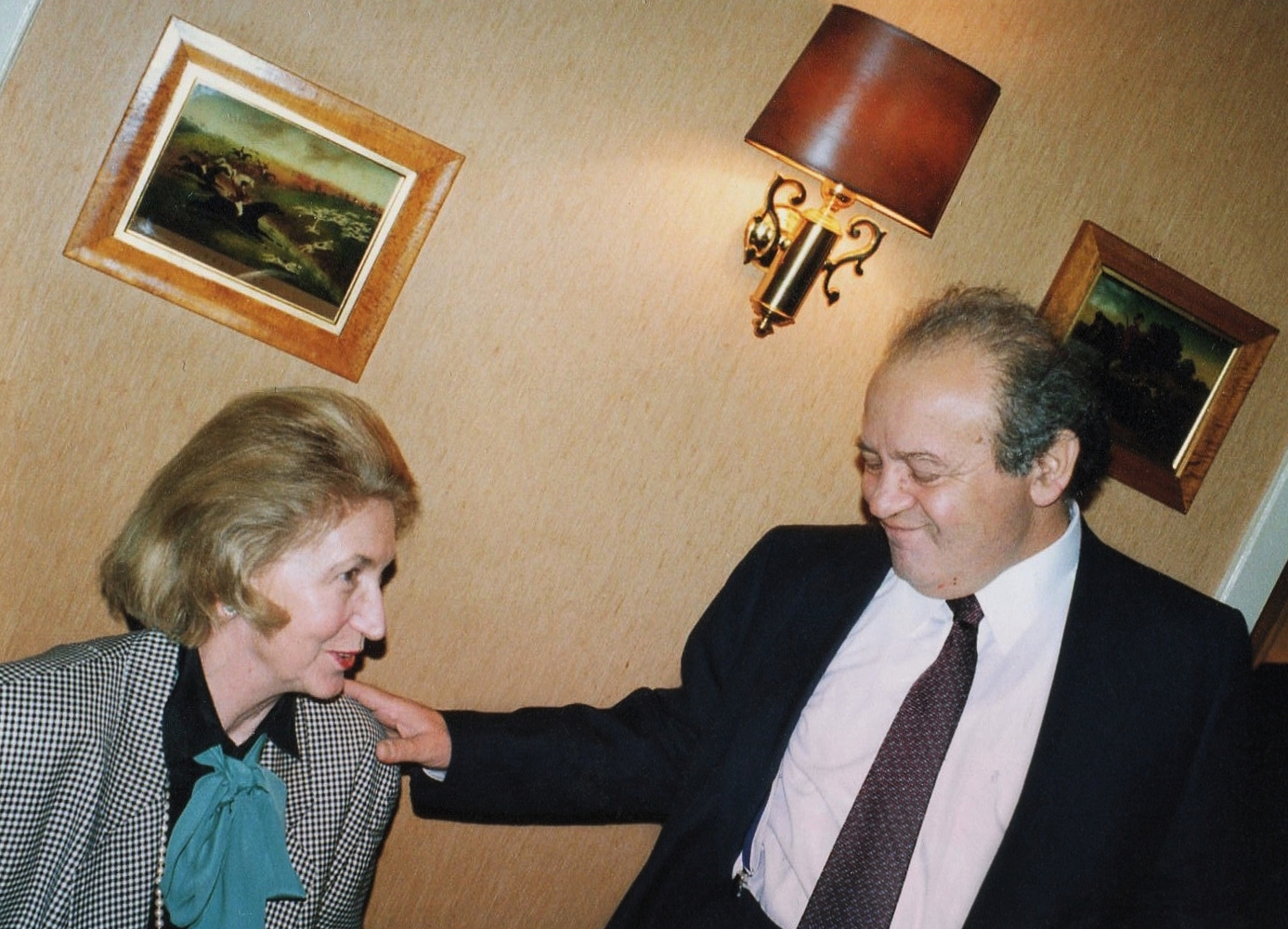
غابرييل لوب

غابرييل لاوب أو جابرييل لاوب (بالإنجليزية Gabriel Laub) من مواليد 24 أكتوبر 1928 ب بوشنيا،بولندا كان كاتبا ساخرا وصحفيًا ومهتما بالمجال السياسي. من أصل يهودي.

## حياته
نشأ لاوب في كراكوف.حبث بسبب تراثه وانتماءه اليهودي، هرب برفقة والديه خلال غزو بولندا في عام 1939 هربا إلى الاتحاد السوفيتي ولكن تم اعتقالهم وسجن لمدة ستة عشر شهرا في فيما يعرف الآن ب أوزبكستان. بعد الحرب العالمية الثانية، انتقل إلى براغ حيث درس الصحافة وعمل كمحرر وكاتب حتى عام 1968. بعد هزيمة إصلاحات ربيع براغ، هرب إلى هامبورغ. هناك نشر مجموعاته من الأمثال باللغة الألمانية.
كان غابرييل كاتبا وعمل في مجال الصحافة كما عرف بإتقانه للغتين التشيكية والألمانية بالإضافة للغته الأم البولندية واهتم كثيرا بالمجال السياسي وله أقوال مأثورة. حصل على العديد من الجوائز بما في ذلك جائزة القصة القصيرة لعام 1971 التي قدمتها مدينة ''Arnsberg'' وجائزة ''Irmgard-Heilmann'' لعام 1991.
.

## وفاته
توفي 03 فبراير 1998 في هامبورغ، ألمانيا. ودفن لوب في إسرائيل.

## أعماله
- Angry Logic (1969) - المنطق الغاضب (1969)
- Allowed to Think (1972) - يسمح بالتفكير (1972)
- Double-barreled Attack English edition (1977) - هجوم مزدوج الأسر (1977)
- The Right to be Right (1982) - الحق في أن تكون على حق (1982)
- The Rise of Thickness (1983) - صعود السماكة (1983)

## من أقواله
- لنتعلم من الرياضيات عدم تجاهل الأصفار.[3]
- «في نظام استبدادي، يكسب البلهاء السلطة من خلال العنف والمكائد؛ وفي الديمقراطية، من خلال انتخابات حرة.»
- «الأحزاب السياسية ذات الأجنحة القوية تطوّر الأرجل ضعيفة».
- «الرجال يقدرون الامثال غرارا عن أسباب أخرى، لكونها تحتوي على نصف الحقائق. وهذه نسبة عالية بشكل غير عادي.»
- مستقبل الأدب يكمن في القول المأثور، الذي لا يمكن تصويره.
- الكسول هو من لا يكلف نفسه عناء تبرير كسله.[4]
- لا يعمل الحاسوب بسرعة إلا لأنه لا يفكر
- أخطر من نظرية خاطئة هي النظرية الصحيحة في اليد الخطأ